# Dictyna peon
Dictyna peon là một loài nhện trong họ Dictynidae.
Loài này thuộc chi Dictyna. Dictyna peon được Ralph Vary Chamberlin & Willis J. Gertsch miêu tả năm 1958.